# エリファス・レヴィ

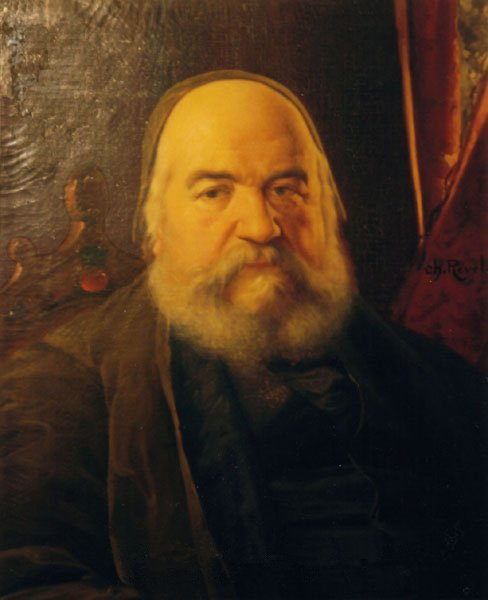
エリファス・レヴィ

エリファス・レヴィ（Eliphas Levi、本名アルフォンス・ルイ・コンスタン (Alphonse Louis Constant)、1810年2月8日 - 1875年5月31日）は、フランス・パリ出身のロマン派詩人、隠秘学思想家。41歳の時に本名をヘブライ語風にした「エリファス・レヴィ」に改名し、隠秘学の著作を残した。
パリの小ロマン派の文芸サロンに出入りしていたが、後にカバラ、錬金術、ヘルメス学、キリスト教神秘主義などの研究を行い、近代ヨーロッパにおける魔術復興の象徴的存在となった。魔術は理性に基づいた合理的科学であると主張し、実際にはその教義体系は精密さを欠くものであったが、古代の密儀、タロット、儀式魔術などのさまざまな伝統を「魔術」の名の下に総括しようとした。
後のフランス、イギリスのオカルティストに大きな影響を及ぼし、またシャルル・ボードレール、ヴィリエ・ド・リラダン、ステファヌ・マラルメ、アルチュール・ランボー、W・B・イエーツ、アンドレ・ブルトン、ジョルジュ・バタイユなどの作家、詩人たちも影響を受けたとされる。

## 生涯

### 生い立ち

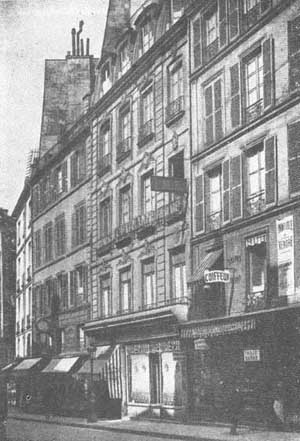
パリ市内にあるレヴィの生家。

貧しい職人の家の一人息子として生まれた。少年時代は病気がちだったが、頭がよく善良な子供で、15歳の時に司祭になるために聖ニコラ・デュ・シャルドネ神学校に入学。ヘブライ語や哲学を学び、また校長のフレール・コロンナは動物磁気学の研究家で、ヨアキム的な終末思想の持ち主であり、コンスタンにも感化を及ぼした。次いで神学研究のために聖シュルピス神学校に再入学し、聖シュルピス会創立者オリエの著作に親しみ大きな影響を受けた。
1835年に25歳の若さで助祭に任命され、聖シュルピス教会の伝道師となる。しかしこの翌年にある娘に恋をし、神学校を脱退、このために母親は自殺したとも伝えられる。コンスタンはサンディカリズムと女権運動家のフローラ・トリスタンに出会って社会主義思想を知り、社会主義者で詩人であったアルフォンス・エスキロスの手引きで、小ロマン派の文学サークルに出入りするようになる。ここで知り合った、彫刻家で女性崇拝の宗教を主宰していたマパ・ガンノーを、バルザックにも紹介している。

### ロマン派詩人として
1839年に信仰に立ち返ろうとし、ソレームのベネディクト派修道院に滞在する。ここでフェヌロンやギュイヨン夫人の静寂主義や、クリューデネル夫人の敬虔主義の著作に触れ、マリア崇拝の伝説集『五月の薔薇の樹』を出版し、これが処女作となる。しかし修道院の入院資格を認められなかったため、デューイ村の学校の生徒監となる。ここで聖書から社会主義的な思想を論じる『自由の聖書』を出版するが、「聖書の教えを不法に誤り伝えた」として8ヶ月の禁固と300フランの罰金の刑を受け、著作の全部を押収され、サント・ペラジーの刑務所に収監されて、この獄中でエスキロスに再会し、社会主義者のフェリシテ・ド・ラムネーにも知り合い、またスウェーデンボルグや様々な隠秘学の著作にも出会う。出所すると、エヴルーの教会で宗教画や小説の挿絵の仕事をしながら、1841年には女性崇拝思想を展開する『女の昇天あるいは愛の書』を出版。1844年に正統的なカトリック信仰を表すものとして出版した『神の母、宗教的人道主義的叙事詩』は、しかし聖母マリアと社会主義、最後の審判と革命論、黙示録後の世界としてのユートピアなどを述べた内容はカトリック界では受け入れられず、教会から退去させられる。
以後、個人教授をしながら執筆を続け、1845年の詩集『三つの調和』の「コレスポンダンス」は、ボードレールの「万物照応(Correspondances)」に影響を与えたことで知られる。1846年に自分が教えていた17歳の女子学生マリー・ノエミ・カディオと結婚。

### 隠秘学者として
1848年の二月革命を期に、社会主義的思想に基づく文学作品からは遠ざかり、1853年にエリファス・レヴィと名を変え、ユゼフ・マリア・ハーネー＝ウロンスキーの義弟モンフェリエと隠秘学の雑誌『進歩的評論』を刊行する。
1854年にイギリスで小説家エドワード・ブルワー＝リットンと知り合い、リットンの属している薔薇十字協会に加入して、大きな影響を受ける。帰国後に、フランスの薔薇十字団を再建。1856年に『高等魔術の教理と儀式』を刊行。1860年から『秘教哲学全集』全6巻の刊行を開始。その後も隠秘学の著作を数多く執筆し、1875年にパリで死去した。

## 作品
神学校時代のコンスタンは、オリエの著作から聖母崇拝、女性崇拝への志向を強めていった。『五月の薔薇の樹』も神秘主義的な著作であり、『女の昇天あるいは愛の書』は女性そのものをキリストと同一視するという女性崇拝思想が述べられている。イタリアの神秘主義者シルヴィオ・ペリコや、スウェーデンボルグらの影響を受け、社会主義系の出版社ル・ガロワから出た『涙の書あるいは慰安者キリスト』は、キリストが近代に現れて社会主義思想を実現するという物語である。
『高等魔術の教理と儀式』は、隠秘学の原理であるアナロジーが象徴主義に結びついてユゴー、ボードレール、リラダン、マラルメ、イエイツ、ジャリなどの象徴派詩人に深い影響を与え、また現代のジェイムズ・ジョイス、アンドレ・ブルトンなどの作家にも影響した。
『秘教哲学全集』は隠秘学に関する膨大な著作で、この中の『魔術の歴史』はランボーが夢中になって読んだと言われ、ヘンリー・ミラーの『わが読書』でもたびたび引用されている。

### 主な著作
- le Rosier de mai ou la Guirlande de Marie、1939年（『五月の薔薇の樹』）
- La Bible de la liberté、1841年（『自由の聖書』）
- l'Assomption de la femme ou le Livre de l'amour、1841年（『女の昇天あるいは愛の書』）
- la Mère de Dieu, épopée religieuse et humanitaire、1844年（『神の母、宗教的人道主義的叙事詩』）
- la Fête-Dieu ou le Triomphe de la paix religieuse、1845年（聖体祭あるいは宗教的平和の勝利』）
- le Livre des larmes ou le Christ consolateur, Essai de conciliation entre l'Église catholique et la philosophie moderne、1845年（『涙の書あるいは慰安者キリスト』）
- les Trois Harmonies、1845年（『三つの調和』、詩集）
- la Dernière Incarnation、1846年（『最後の化肉、19世紀の福音主義的伝説』）
- Dictionnaire de la littérature chrétienne、1851年（『キリスト教文学辞典』）
- Dogme et rituel de la haute magie、1856年（『高等魔術の教理と儀式』）
- Histoire de la magie、1859年（『魔術の歴史』秘教哲学全集）
- la Clef des grands mystères suivant Hénoch, Abraham, Hermès Trismégiste et Salomon Lire en ligne、1859年（秘教哲学全集）
- Le Sorcier de Meudon、1861年（秘教哲学全集）
- Appel de la Pologne à la France par un Polonais、1863年（秘教哲学全集）
- Philosophie occulte. Première série : Fables et Symboles、1863年（秘教哲学全集）
- Philosophie occulte. Seconde série : la Science des esprits、1865年（秘教哲学全集）

### 邦訳
- 『高等魔術の教理と祭儀 祭儀篇』生田耕作訳、人文書院、1982年。ISBN 440903023X
- 『高等魔術の教理と祭儀 教理篇』生田耕作訳、人文書院、1992年。ISBN 4409030221
- 『魔術の歴史―附・その方法と儀式と秘奥の明快にして簡潔な説明』鈴木啓司訳、人文書院、1998年2月。ISBN 4409030493
- 『大いなる神秘の鍵』 鈴木啓司訳、人文書院、2011年。